# Lothar Brühne
Lothar Brühne född 19 juli 1900 död 12 december 1958 var en tysk kompositör. Anställd som kompositör vid filmbolaget UFA.

## Filmmusik
- 1956 – Åsa-Nisse flyger i luften

## Kända schlagers
- 1938 Der Wind hat mir ein Lied erzählt
  - Kann denn Liebe Sünde sein
  - Ich brech die Herzen der stolzesten Frau'n
- 1940 Ich weiß, es wird einmal ein Wunder gescheh’n
- 1943 Jede Nacht ein neues Glück